# Mind.in.a.box
mind.in.a.box is een Oostenrijkse elektronisch muziek duo, opgericht in 2002 door Stefan Poiss (muziek) en Markus Hadwiger (tekst). Hun "technopop" geluid kan het beste beschreven worden als een kruising tussen futurepop, progressive trance en cyberpunk.

## Geschiedenis
Stefan Poiss en Markus Hadwiger waren al bevriend tijdens hun jeugd. In de loop van de tijd gingen de twee samenwerken aan het creëren van nummer van computergames. In 2000 besloot Poiss een muziekalbum op te nemen. Poiss schreef de muziek en Hadwiger schreef daar de teksten bij. Het debuutalbum van mind.in.a.box's, Lost Alone, was klaar in 2001. Nadat Dependent Records benaderd was voor het uitgeven van het album duurde het nog een jaar voordat het album in 2002 uiteindelijk uitgegeven werd. Het nummer werd direct een succes en kwam op de nummer 1-positie van de Deutsche Alternative Charts terecht waar het voor vijf weken bleef staan. In 2010 brachten ze de cd R.E.T.R.O. uit. Deze cd is een hommage aan de commodore 64. Hun liefde voor deze machine blijkt uit nummer als 8 Bits (are enough for me) en I love 64.
In 2011 is Stefan Poiss begonnen met een soloproject genaamd THYX. In 2011 is de eerste single uitgekomen en in 2012 wordt het eerste album verwacht. Muzikaal gezien lijkt THYX erg op het geluid van mind.in.a.box.

### Muziek
In het begin was de muziek sterk beïnvloed door bands als Kraftwerk, Yello en Jean-Michel Jarre. Maar naarmate de groep meer in de electro- en futerpop hoek kwam te zitten ontwikkelde de groep haar eigen geluid.

### Mythe
De band laat haar werk sterk inspireren door sciencefiction-concepten. In de teksten en in de muziek zitten elementen uit George Orwells roman 1984, de werelden van The Matrix en Ghost in the shell. Het verhaal van agent Black en de groep van "sleepwalker" wordt verteld, wezens die tussen de realiteit en de cyberworld (het zogenoemde "dreamweb") heen en weer kunnen reizen.
Voor het album R.E.T.R.O. hebben de artiesten zich laten inspireren door de commodore 64, een computer die onder danceartiesten een mythische status heeft bereikt.

## Discografie

### Ep's
- Certainty, Metropolis Records (2005)
- What Used to Be, Metropolis Records (2007)

### Elpees
- Lost Alone, Dependent Records (2002) / Metropolis Records (2004)
- Dreamweb, Dependent Records / Metropolis Records (2005)
- Crossroads, Dependent Records / Metropolis Records (2007)
- R.E.T.R.O., Dependent Records / Metropolis Records (2010)
- Revelations, Metropolis Records (2012)
- Memories, Metropolis Records (2015)
- Broken Legacies, Metropolis Records (2017)